# Delerium
Delerium é um projeto musical de Vancouver, Colúmbia Britânica, Canadá, formado em 1987, inicialmente como um projecto paralelo do influencial grupo de música industrial, Front Line Assembly.

## Discografia

### Álbuns / EPs
- Faces, Forms & Illusions (Dossier, 1987), LP / CD
- Morpheus (Dossier, 1989), LP / CD
- Syrophenikan (Dossier, 1990), LP / CD
- Stone Tower (Dossier, 1991), LP / CD
- Euphoric (Third Mind, 1991), EP / CD
- Spiritual Archives (Dossier, 1991), LP / CD
- Spheres (Dossier, 1994), LP / CD
- Spheres 2 (Dossier, 1994), LP / CD
- Semantic Spaces (Nettwerk, 1994), CD
- Karma (Nettwerk, 1997), CD
- Karma (c / bonus disc) (Nettwerk, 1997, 1999, 2000), 2CD
- Poem (Nettwerk, 2000), CD
- Poem (c / bonus disc) (Nettwerk, 2000), 2CD
- Chimera (Nettwerk, 2003), CD
- Chimera (c / bonus disc) (Nettwerk, 2003), 2CD
- Nuages du Monde (Nettwerk, 2006), CD
- Music Box Opera (Nettwerk, 2012), CD

### Singles
- "Flowers Become Screens" (Nettwerk, 1994), CDS
- "Incantation" (Nettwerk, 1994), 12"
- "Euphoria (Firefly)" (Nettwerk, 1997), CDS
- "Duende" (Nettwerk, 1997), CDS
- "Silence" (Nettwerk, 1999, 2000), CDS
- "Heaven's Earth" (Nettwerk, 2000), CDS
- "Innocente" (Nettwerk, 2001), CDS
- "Underwater" (Nettwerk, 2002), CDS
- "After All" (Nettwerk, 2003), CDS
- "Run For It" (Nettwerk, 2003), CDS
- "Truly" (Nettwerk, 2004), CDS
- "Silence 2004" (Nettwerk, 2004), CDS

### Compilações
- Reflections I (Dossier, 1995), CD
- Reflections II (Dossier, 1995), CD
- Archives I (Nettwerk, 2002), 2CD
- Archives II (Nettwerk, 2002), 2CD
- Odyssey: The Remix Collection (Nettwerk, 2002), 2CD
- The Best Of (Nettwerk, 2004), CD

### Exclusivos online
- "Above the Clouds" (2003), uma canção disponível apenas por download através do iTunes Music Store e outras lojas de música na internet.

### Remixes
- Speedy J - "Pull Over" (1997)
- Tara MacLean - "Divided" (2000)
- Sasha Lazard - "Awakening" (2002)
- Lunik - "Waiting" (2003)
- Niels Van Gogh & Thomas Gold - "Silence" (2008)
- Thomas Gold - "Dust In Gravity" (2009)
- Ananda Shake - Silence (2009)

### Compilações de terceiros que incluem os Delerium
- The Crow: Stairway to Heaven, 1998.  Incluiu a canção "Silence"  em um episódio.
- Brokedown Palace Banda sonora (Island, 1999), CD
- Tomb Raider Banda sonora (Elektra / Wea, 2001), CD
- Best of Mystera (Polys, 2000), 2CD